# Ivanics Zsigmond
Ivanics Zsigmond (Bécs, 1768 - Pest, 1844)  budai könyvkereskedő, antikvárius, bibliofil. A hazai könyvkereskedők színes és képzett egyénisége.  Kitűnő latin nyelvi ismeretekkel és megfelelő könyvészeti felkészültséggel rendelkezett.  Bölcseletet és jogot tanult, törvényszéki gyakorlaton is részt vett. Kiváló bibliofil volt, aki tudományosan is foglalkozott a könyvekkel. Az ő nevéhez köthetők az első magyarországi könyvaukciók is 1836-37-ben.

## Könyvkereskedése
Először Bécsben volt könyvkereskedő, majd Budán 1807-ben nyitotta meg üzletét. Főleg régi könyvekkel kereskedett, az ő boltja volt az első magyarországi antikvárium. 1815-ben Pestre helyezte át üzletét, amely az előírások alapján csak régi könyveket árusíthatott. 
Mivel kölcsönkönyvtárában nem árusíthatott, ezért 1817-ben - kevéssel kölcsönkönyvtára alapítása után - megnyitotta 
pesti antikváriumát is. 1842-ben kiadott jegyzékében a már említett szakokon kívül az irodalomtörténet, teológia, jogtudomány, orvostudomány, filozófia, matematika, természettudomány, gazdaságtan, földrajztudomány, történelem, szépművészet és politika könyveit ajánlja a vásárlóknak. Egy 1818-as jegyzéken a bolt pontos címe is olvasható: „Antiquas in Pesth. Leopold-Gasse 257, zu haben sind.”
Kapcsolatban állt a kor neves könyvgyűjtőivel is, így gróf Széchényi Ferenccel, Aczél Istvánnal és Teleki Sámuellel. Ivanics elsődlegesen a hazai régi nyomtatványok kutatásában volt segítségükre. Az 1820-as évektől egészen haláláig kapcsolatban állt a nemzeti könyvtárral, ahova mintegy 4328 kötet került Ivanicstól. A tőle átvett nyomdatermékek nagy része füzetes kiadvány, kis- és aprónyomtatvány volt, de akadtak XVI- XVII. századi ritka könyvek és kódexek is.
Az 1830-as években kapcsolatba került a Magyar Tudós Társaság könyvtárával. Tőle vásárolta a gyűjtemény Apáczai Csere János Magyar encyclopaediájának első kiadását is.

## Könyvárverései

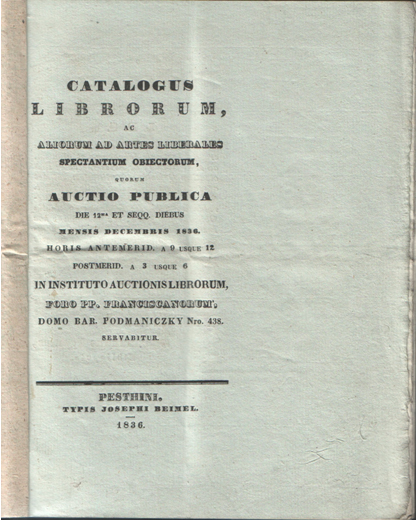
Az első könyvárverés katalógusa

Gazdag tapasztalataiban és a fejlődő könyvpiacban bízva jutott arra a döntésre, hogy árverést szervez. 1836. április 30-án nyújtotta be az erről szóló kérelmet a Helytartótanácshoz. Ugyanez év szeptemberében meg is kapta az engedélyt, azzal a kikötéssel, hogy a benyújtott tervezettől semmiben nem térhet el. Az első aukcióra 1836. december 12-15. között került sor a Podmaniczky palotában a Ferenciek terén. 932 tétel szerepelt a 44 oldalas jegyzéken. Az árverés azonban nem volt sikeres, a bevétel mindössze 313 forint volt. A második aukcióra 1837. március 14-én került sor, ahol az összbevétel 327 forint volt.

## Kölcsönkönyvtára
Budán a Helytartótanács által először engedélyezett kölcsönkönyvtárat Ivanics Zsigmond nyithatta meg 1817. január 15-én. A Vereinigte Ofner-Pester Zeitung hasábjain adott tájékoztatást a leendő megnyitásról 1816. december 22-én. Elmondása alapján kölcsönkönyvtára „a tudományok minden szakából tartalmaz könyveket, különböző nyelveken”. Már a megnyitás évében kiadta magyar-német kétnyelvű könyvlajstromát, amely pedagógiai és filológiai könyvek jegyzékét tartalmazta, összesen 1992 tételt. A pedagógiai szakban 181, a filológiaiban pedig 1811 mű szerepelt. A pedagógiai művek közül csupán 28 volt magyar nyelvű, míg a filológiaiakból is csak 205 tétel. Az 1759 idegen nyelvű kötet a következőképpen alakult: német 862, latin 709, francia 119, olasz 29, angol 18, görög 6 és egyéb 16.
A kölcsönkönyvtár feladatának elsősorban a tudományok és hasznos ismeretek terjesztését tekintette, de fontosnak tartotta az olvasók szórakozását is. Nagy könyvállománnyal rendelkezett; egy 1824. évi jelentés alapján több mint 5000 értékes könyv volt a tulajdonában. A kölcsönkönyvtár további állományára a megjelent könyvkereskedői katalógusok alapján következtethetünk. 1818-ban a Pestre való áthelyezésért folyamodott. 1819-ben teljesült is kérése, de a kölcsönkönyvtár Pesten sohasem nyílt meg. Halála előtt nem sokkal a Helytartótanácstól visszakapta a 400 forint biztosítékot, de ugyanakkor visszavonták tőle a kölcsönkönyvtár-alapítási jogot.
1844. december 9-én hunyt el.  Családjára csak egy hatalmas könyvraktárt hagyott, amelynek egy része Pesten, egy része Bécsben volt. Pesti boltját 1845-től veje, a bibliográfusként is ismert Magyar Mihály vezette, aki 1848-ban - még Ivanics neve alatt - 
közreadta Pest házjegyzékét.

## Lásd még
- Antikvár könyvkereskedelem
- Könyvkereskedelem Magyarországon